# جاسينتا جون
جاسينتا جون (بالإنجليزية: Jacinta John)‏ ممثلة ومنتجة ومخرجة أسترالية. اشتهرت بأدائها كملكة جمال Casewell في جولة الذكرى السنوية الستين أجاثا كريستي صيدة الفئران (2012-2013) ، والتي لعبت أمام جمهور من أكثر من 150،000 شخص في جميع أنحاء أستراليا.

## الروابط الخارجية
- جاسينتا جون على موقع IMDb (الإنجليزية)
- جاسينتا جون على موقع قاعدة بيانات الفيلم (الإنجليزية)
- جاسينتا جون على موقع كينوبويسك (الروسية)

- جاسينتا جون في قاعدة بيانات الأفلام على الإنترنت